# 蒙银奎
蒙银奎（1963年—），中华人民共和国地方官员，甘肃灵台人，前平凉市人大常委会法制工作委员会副主任。

## 履历
1982年7月参加工作，1984年9月加入中国共产党。历任崇信县木林乡政府干部、崇信县木林乡副乡长、崇信县锦屏镇经委副主任、 崇信县锦屏镇党委副书记兼镇长、崇信县原铜城乡党委书记、华亭县安口镇镇长、华亭县安口镇党委书记、平凉市法院院长、平凉市崆峒区法院院长、平凉市崆峒区委常委兼政法委书记、平凉市旅游局党组书记兼局长、平凉市旅游局党组成员，崆峒区委常委（挂职），平凉崆峒山大景区党工委副书记兼管委会主任、平凉市司法局党组书记兼局长、平凉市委全面依法治市委员会办公室常务副主任、平凉市人大常委会法制工作委员会副主任兼一级调研员等职务。
2021年9月9日，蒙银奎因涉嫌严重违纪违法，经平凉市纪委监委指定管辖，接受静宁县纪委监委纪律审查和监察调查。